# Міндіргасов Сергій Миколайович
Сергій Миколайович Міндіргасов (нар. 14 листопада 1959, Луганськ, Українська РСР, СРСР) — радянський фехтувальник на шаблях, срібний призер Олімпійських ігор 1988 року, чотириразовий чемпіон світу.

## Виступи на Олімпіадах
| Олімпіада | Дисципліна          | Місце |
| --------- | ------------------- | ----- |
| Сеул 1988 | індивідуальна шабля | 17    |
| Сеул 1988 | командна шабля      | 2     |